# Munchie Strikes Back
Munchie Strikes Back è un film statunitense del 1994 diretto da Jim Wynorski.
È il sequel di Il mio amico Munchie del 1992. È una commedia a sfondo fantascientifico su un piccolo alieno, Munchie, proveniente da un'altra dimensione che in questo terzo capitolo viene spedito sulla Terra ad aiutare la famiglia McClelland.

## Trama
L'alieno Munchie viene processato dal tribunale della galassia e condannato. Viene spedito sulla Terra dove dovrà rendersi utile alla famiglia McClelland, una tipica famiglia americana con i suoi problemi quotidiani, e in particolare al piccolo Chris. Munchie, con i suoi poteri fantascientifici, aiuta Chris a scuola e nei suoi problemi relazionali con gli amici fino a ritrovarsi coinvolto pienamente nelle faccende di casa.

## Produzione
Il film fu prodotto dalla Concorde-New Horizons, società di Roger Corman, diretto da Jim Wynorski e girato a luglio del 1992. Nei titoli di coda viene annunciato un ulteriore capitolo della saga (Munchie Hangs Ten) che però non fu mai realizzato. L'attrice Jamie McEnnan interpreta una piccola parte riprendendo il ruolo del personaggio di Gage Dobson. La voce di Munchie è di Howard Hesseman. La sceneggiatura fu scritta da R.J. Robertson e dallo stesso Wynorski.

## Distribuzione
Il film fu distribuito negli Stati Uniti nel 1994 dalla Concorde-New Horizons. Alcune delle uscite internazionali sono state:
- negli Stati Uniti il 29 giugno 1994 (in anteprima)
- in Germania il 27 gennaio 1995 (in anteprima)
- in Spagna (El otro extraterrestre)

## Prequel
Munchie Strikes Back è la terza pellicola di una saga composta da 3 film:
1. Munchies del 1987
2. Il mio amico Munchie (Munchie) del 1992
3. Munchie Strikes Back del 1994

## Critica
Secondo MYmovies (Fantafilm) quest'ultimo capitolo della saga si rivela "scoraggiante", un lontano parente dei mostricciattoli di Gremlins e di Hobgoblins, una via di mezzo non riuscita tra i generi fantasy, fantascienza e commedia.